# L'assoluzione (film 1978)
L'assoluzione (Absolution) è un film del 1978 diretto da Anthony Page.

## Trama
Un insegnante d'un collegio cattolico, padre Goddard, ha una predilezione per Benjie, il suo allevo più disciplinato e promettente, mentre tratta con malanimo Dyson, un allievo esuberante e disadattato, con un'infermità a una gamba. Quando Blakey, un hippy girovago, si ferma a campeggiare nei pressi del collegio, Benjie stringe amicizia con l'uomo e ne subisce l'influenza, cambiando completamente carattere e decidendo di prendersi gioco di padre Goddard.

## Distribuzione
La pellicola non piacque all'attore protagonista Richard Burton, che per anni riuscì a farne bloccare la distribuzione.